# عصب وسطاني
العصب الوسطاني أو عصب ريسبيرغ أو العصب اللساني الحنكي جزء من العصب الوجهي (العصب القحفي السابع) يقع بين المكون الحركي للعصب الوجهي والعصب الدهليزي القوقعي (العصب القحفي الثامن). يحتوي على ألياف حسية وألياف أخرى لا ودية للعصب الوجهي. ينضم عند وصوله إلى قناة الوجه إلى الجذر الحركي للعصب الوجهي في العقدة الركبية. يفترض أليكس ألفيري أن العصب الوسطاني يجب اعتباره عصبًا قحفيًا منفصلًا وليس جزءًا من العصب الوجهي.

## الألياف اللاودية
تحتوي النواة اللعابية العليا على أجسام خلايا عصبية لاودية تشكل محاويرها جزءًا من ألياف العصب الوسطاني. تصل هذه الألياف إلى العقدة الركبية ولكنها لا تتشابك. تستمر بعض الألياف اللاودية قبل العقدية مع العصب الصخري الكبير عندما تخرج من العقدة الركبية ثم تتشابك مع الخلايا العصبية في العقدة الجناحية الحنكية. ترسل هذه الخلايا العصبية اللاحقة للعقدة محاور عصبية توفر تعصيبًا لاوديًا للغدة الدمعية عبر فرع متصل من العصب الوجني إلى العصب الدمعي.
تستمر الألياف قبل العقدية المتبقية مع ألياف العصب الوجهي، ليمتد بعدها عبر القناة الوجهية. يتفرع العصب الطبلي من العصب السابع قبل أن يخرج من الجمجمة عبر الثقب الإبري الخشائي وبعد تشعب عصب العضلة الركابية. يخرج العصب بعد ذلك من الجمجمة من خلال الشق الصخري الطبلي ويندمج مع العصب اللساني، من ثم يتشابك مع الخلايا العصبية في العقدة تحت الفك السفلي. توفر هذه الخلايا العصبية اللاحقة للعقدة تعصيبًا نظير ودي للغدد تحت الفك السفلي وتحت اللسان.

## الألياف حسية
يحمل المكون الحسي للعصب الوسطاني مستقبلات حسية من جلد الصماخ السمعي الخارجي، ومن الأغشية المخاطية للبلعوم الأنفي والأنف، والتذوق من الثلثين الأماميين للسان، وقاع الفم، والحنك الرخو. تُنقَل المعلومات الحسية من الأغشية المخاطية للبلعوم الأنفي والحنك على طول العصب الصخري الكبير، بينما يحمل العصب الطبلي (والعصب اللساني) تنبيهات التذوق من الثلثين الأماميين للسان وقاع الفم والحنك الرخو.
تحتوي العقدة الركبية على أجسام الخلايا العصبية الحسية للعصب الوسطاني. ترتبط متلازمة الألم العصبي الوسطاني بإصابات العصب الوسطاني.